# La Couture-Boussey
Couture-Boussey – miejscowość i gmina we Francji, w regionie Normandia, w departamencie Eure.
Według danych na rok 1990 gminę zamieszkiwały 1724 osoby, a gęstość zaludnienia wynosiła 158 osób/km² (wśród 1421 gmin Górnej Normandii Couture-Boussey plasuje się na 129. miejscu pod względem liczby ludności, natomiast pod względem powierzchni na miejscu 300.).